# Rudisten

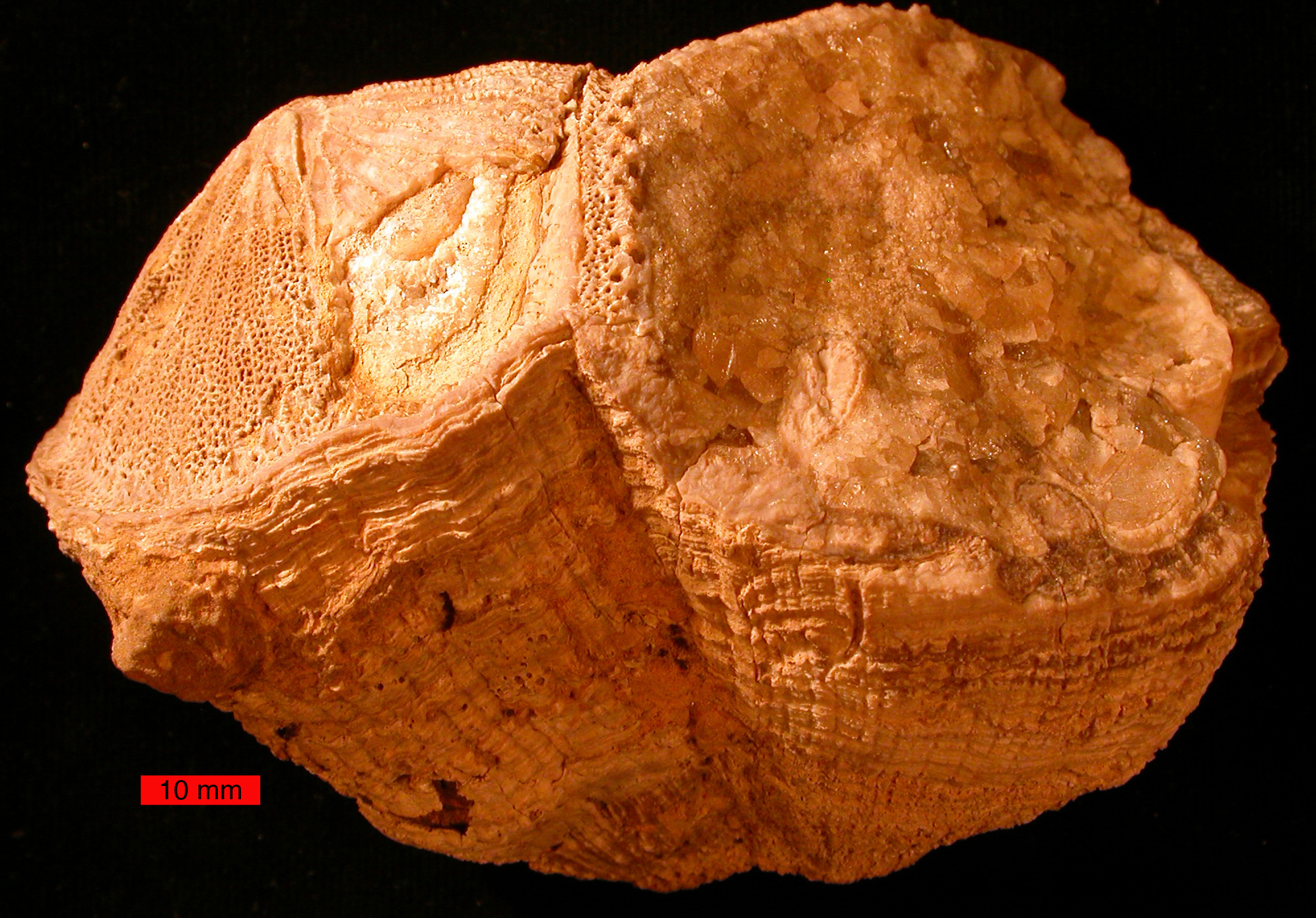
Rudist bivalves (Vaccinites) uit de kalkafzettingen in de Omani Mountains, Verenigde Arabische Emiraten.

Rudisten zijn een uitgestorven groep van grote, rifvormende gespecialiseerde weekdieren uit de Bivalvia (tweekleppigen). Ze leefden tijdens het Mesozoïcum en stierven uit bij de Krijt-Paleogeengrens. Rudist komt van het Latijnse woord rudis, wat ruw of grof betekent.
In Nederland zijn fossiele rudisten gevonden in de ENCI-groeve bij Maastricht.